# Der Narr seines Herzens
Der Narr seines Herzens ist ein österreichisches Stummfilmdrama von Rudolf Stiassny aus dem Jahr 1919 mit Ferdinand Onno in der Titelrolle.

## Handlung
Eines Nachts befindet sich der Wiener Lothar von Hansen von einem Zechgelage mit Freunden auf dem Heimweg, als er auf den Stufen der Karlskirche eine Bettlerin mit deren Tochter erblickt. Die junge Frau ist recht hübsch, und das Schicksal der Mutter beginnt Lothar zu rühren. Sie heißt Priska, und der wohlhabende Mann nimmt die beiden zu sich mit nach Haus, einem prachtvollen Stadtpalais. Priska erkennt bald, wie sehr Lothar sie umgarnt, und ist selbst geblendet von dem Reichtum und Prunk, den der großzügige Gönner umgibt. In ihr reift der Plan, all dies für sich und ihre Tochter auszunutzen. Die Dankbarkeit gegenüber Lothars Großzügigkeit schwindet, und Priska bandelt bald mit Lothars bestem Freund, Baron Axel an.
Um sie zu halten, beginnt Lothar seine Herzdame mit Geschenken zu überhäufen und stürzt sich somit in Schulden. Selbst die Rente der eigenen Mutter zapft er an. Als er auch noch im Kartenspiel gegen Baron Axel verliert, ist es um seinen – nunmehr ehemaligen – Wohlstand geschehen. Durch Priska zum Bettler geworden und von Axel aus seinem eigenen Domizil geworfen, begeht Lothar schließlich eine Verzweiflungstat: Eines Nachts bricht er dort ein, um den Schmuck zu stehlen, den er einst Priska geschenkt hatte. Seine Ex-Geliebte überrascht ihn dabei, und auch Axel eilt hinzu, wird aber von Lothar niedergeschlagen. Die Strafe folgt auf dem Fuße, und Lothar von Hansen muss mehrere Jahre Gefängnisstrafe antreten.
Wieder in Freiheit, führt ihn sein erster Weg zu den Stufen der Karlskirche zurück, wo einst sein großes Unglück begann. Dort sinkt er, emotional tief getroffen, in sich zusammen. Er ist zum Narr seiner Liebe geworden! Ein prachtvolles Auto fährt gerade vorbei, und eine Frau wirft dem armen Teufel ein paar Almosen zu. In dem Fahrzeug sitzen Priska und Baron Axel.

## Produktionsnotizen
Der Narr seines Herzens wurde in Wien (unter anderem an der Karlskirche) gedreht, besaß eine Länge von 1665 Meter, verteilt auf vier Akte, und am 19. Dezember 1919 uraufgeführt. In Deutschland passierte das Melodram im April 1920 die Filmzensur; vermutlich wurde er wenig später dort erstaufgeführt.

## Kritik
Die Neue Kino-Rundschau fand „die Idee … ausgezeichnet“ und lobte den Film, der „mit wirksamer Kinodramatik glänzende Effekte“ erziele.